# Coussin de Lyon

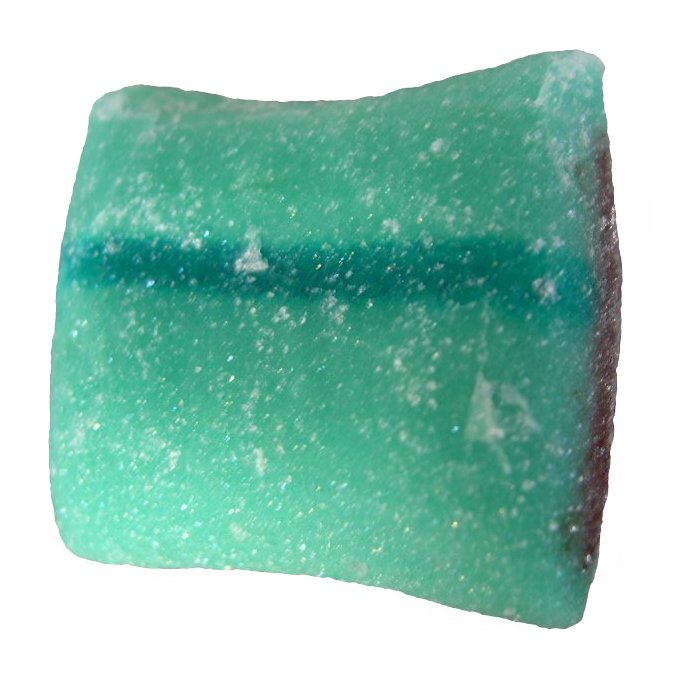
Un coussin de Lyon.

Los coussins de Lyon son una especialidad de la repostería de la ciudad francesa de Lyon. 
Se trata de un bombón rectangular hecho a base de chocolate y pasta de almendras que presenta una capa exterior verde perfumada al Curaçao y otra interior negra. Su forma recuerda vagamente a la de un cojín lo que le vale el nombre.

## Historia
Este dulce es original de la chocolatería Voisin, fundada en 1897 por Léon Voisin. En 1960 tienen la idea de crear un dulce en forma de cojín recordando el episodio de la epidemia de peste de 1643 cuando los consejeros municipales deciden organizar una procesión a Fourvière para implorar ayuda a la virgen, depositando a sus pies sobre un cojín de seda un cirio de siete libras y un escudo de oro.
El dulce imita la forma de un cojín y a menudo se venden en cajas con forma también de cojín de seda.